# Alsophila australis subsp. australis
Alsophila australis subsp. australis là một phân loài dương xỉ thuộc họ Cyatheaceae. Loài này được R. Br. mô tả khoa học đầu tiên năm 1810.